# Hope (peinture)
Pour les articles homonymes, voir Hope.
Hope (« Espoir » ou « Espérance ») est une peinture à l'huile réalisée par le peintre anglais George Frederic Watts. Ce dernier a achevé les deux premières versions de l'œuvre en 1886.

## Description
Radicalement différent des traitements précédents, le tableau montre une silhouette féminine aux yeux bandés, assise sur un globe terrestre et jouant de la lyre dont seule une corde reste présente. Le fond est presque vide, ayant pour seule caractéristique visible une étoile. Watts utilise intentionnellement le symbolisme — courant artistique non traditionnellement associé à l'espoir — pour rendre ambigu le sens de l'œuvre.

## Versions
Bien que Watts ait reçu de nombreuses offres d'achat du tableau, il avait accepté de donner ses œuvres les plus importantes à son pays et estimait qu'il serait inapproprié de ne pas inclure Hope. En conséquence, plus tard en 1886, Watts et son assistant Cecil Schott en peignent une seconde version. À la fin des travaux, Watts vend l'original et en donne la copie au South Kensington Museum, l'actuel Victoria and Albert Museum. Ainsi, cette deuxième version est mieux connue que l'originale et est désormais à la Tate Britain. Par la suite, au moins deux autres versions sont réalisées pour des ventes privées.

## Notoriété
Au fur et à mesure que des reproductions de Hope commencent à circuler en grande quantité, le tableau devient une image très populaire. Malgré le déclin de la popularité de Watts dans les décennies suivantes, Hope reste influent. Plusieurs personnalités politiques comme Martin Luther King Jr., Jeremiah Wright ou Barack Obama, ont utilisé cette imagerie pour des sermons ou des discours.